# Esercito insurrezionale ucraino
L'Esercito Insurrezionale Ucraino, noto anche con l'acronimo UPA (in ucraino Українська повстанська армія?, Ukrains'ka povstans'ka armija, УПА), fu un'organizzazione paramilitare nazionalista ucraina nata il 14 ottobre 1942 nella Volinia.
Fu l'ala militare dell'Organizzazione dei Nazionalisti Ucraini, più precisamente della fazione facente riferimento a Stepan Bandera (OUN-B). Il principale obiettivo dell'UPA fu quello di raggiungere l'indipendenza dell'Ucraina. Dal 1943 al 1950 il suo capo è stato il generale Roman Šuchevyč e il suo referente politico è stato Stepan Bandera. I colori della bandiera sono un rimando all’ideologia del Blut und Boden.

## Seconda guerra mondiale
Nel corso della seconda guerra mondiale l'UPA raccolse l'eredità di quei gruppi paramilitari che all'inizio dell'Operazione Barbarossa accolsero come liberatori i tedeschi. Viste solo successivamente le vere finalità annessioniste di Hitler lottarono anche contro la Wehrmacht tedesca, e poi contro l'Armata Rossa e l'Armia Krajowa polacca. A Kiev decine di membri dell'OUN vennero uccisi dai nazisti e lo stesso accadde in molte altre città ucraine.
Tra il 1943-1945 gruppi UPA si resero protagonisti dei Massacri di polacchi in Volinia e Galizia orientale dove 100.000 mila polacchi per lo più donne e bambini furono brutalmente massacrati. Nel giugno 1943 il generale tedesco delle SS Erich von dem Bach-Zelewski, un esperto nella lotta contro la guerriglia, lanciò una "BB" (Bandenbekampfung) nel tentativo di distruggere l'UPA, con 10 battaglioni di truppe SS, 10.000 poliziotti tedeschi e polacchi e 2 reggimenti di truppe ungheresi, ma non vi riuscì. Nel mese di agosto 1943 l'UPA contrattaccò a Košyrs'kyj Kamin, riuscendo a provocare grandi perdite e a catturare numerose armi e munizioni.
Dopo l'arrivo delle truppe sovietiche, l'UPA continuò contro di esse la lotta per l'indipendenza dell'Ucraina. Nel 1944 l'Armata Rossa lanciò la sua prima offensiva contro l'UPA con 30.000 uomini, senza risultati.
Nei primi mesi del 1944, i guerriglieri dell'UPA uccisero in un agguato il generale sovietico Nikolaj Vatutin, il famoso comandante della Battaglia di Kursk. Un famoso agente segreto sovietico, Nikolaj Ivanovič Kuznecov, che indossava un’uniforme tedesca per le sue missioni, morì in uno scontro a fuoco con l'UPA, che lo confuse per un tedesco. 
Nel 1944 la Volinia, dove c'era una forte minoranza polacca ed ebrea, era in parte controllata dai guerriglieri della polacca Armia Krajowa. L'UPA dopo aver sterminato, insieme ai tedeschi o con il loro consenso, la popolazione ebraica residente, nel 1943, volendo realizzare il piano della costituzione di una Grande Ucraina, rivolse la pulizia etnica contro i polacchi. Circa 100.000 polacchi furono massacrati, i rimanenti fuggirono. Rappresaglie dell'Armia Krajowa comportarono la morte di 5.000 - 15.000 ucraini. Opposta all'Armja Krajowa e alleata polacca dell'UPA fu invece l'Associazione Libertà e Indipendenza.

## Dopoguerra
Per conseguire la pacificazione della zona, il potere sovietico inviò in Siberia dal 1946 al 1949, secondo le stime, 500.000 persone.
In un'intervista di fronte alle autorità statunitensi nel 1948, il Comitato degli ex comandanti del Fronte orientale tedesco dichiarò che «Il movimento nazionalista ucraino ha formato il movimento di guerriglia più forte in Oriente, con la sola eccezione dei comunisti russi.»
La lotta impari di UPA contro l'Unione Sovietica proseguì nel dopoguerra per anni, fino all'assassinio di Roman Šuchevyč a Leopoli nel 1950. L'organizzazione infine, ormai incapace di creare e perseguire altri attacchi e ogni sorta di ostilità, cessò di esistere nel 1954.
Tra i combattenti dell'esercito insurrezionale ucraino, c'era Vasyl Makukh, nato nel 1927, che nel 1968 si diede fuoco immolandosi in una via centrale di Kiev per dimostrare il suo totale rifiuto della dittatura sovietica.
Oggi l'Ucraina e la Polonia hanno fatto degli sforzi per conciliare gli ex-membri dell'Armia Krajowa e l'UPA, ma con poco successo. In Ucraina e Polonia sono stati restaurati i cimiteri con i resti delle reciproche parti.

## Dopo l'indipendenza dell'Ucraina
Dopo l'indipendenza l'Ucraina nel 1991 tentò di riabilitare la UPA considerandoli legittimi combattenti. I tentativi di realizzare per loro lo stesso trattamento pensionistico dei veterani di guerra dell'Armata Rossa trovò resistenza da parte di settori della popolazione di lingua russa. Un tentativo di condurre una sfilata comune a Kiev nel maggio 2005 per commemorare il 60º anniversario della fine della Seconda guerra mondiale non è riuscito.
Il ruolo storico dell'UPA rimane una questione controversa per la società ucraina, anche se il suo ruolo per l'indipendenza nazionale è stato riconosciuto. Nel 2006 l'amministrazione della città di Leopoli ha annunciato il trasferimento delle tombe di Stepan Bandera, Andrij Mel'nyk, Jevhen Konovalec' e altri leader dell'Organizzazione dei nazionalisti ucraini e dell'UPA in una nuova area del cimitero Lyčakivs'kyj, dedicata agli eroi della lotta per l'indipendenza nazionale. Il 13 ottobre del 2007 è stato inaugurato a Leopoli un nuovo monumento di bronzo a Stepan Bandera.
Il 12 ottobre 2007, Roman Šuchevyč ha ricevuto il titolo postumo di Eroe d'Ucraina dal presidente Viktor Juščenko e il 14 ottobre dello stesso anno l'Ucraina ha celebrato il 65º anniversario dell'UPA con il rango di una festività nazionale.
Il 22 gennaio 2010 il presidente Viktor Juščenko ha proclamato il leader dell'Esercito insurrezionale ucraino, Stepan Bandera, Eroe dell'Ucraina, revocata poi nel 2011.